# Chicken-Nuggets

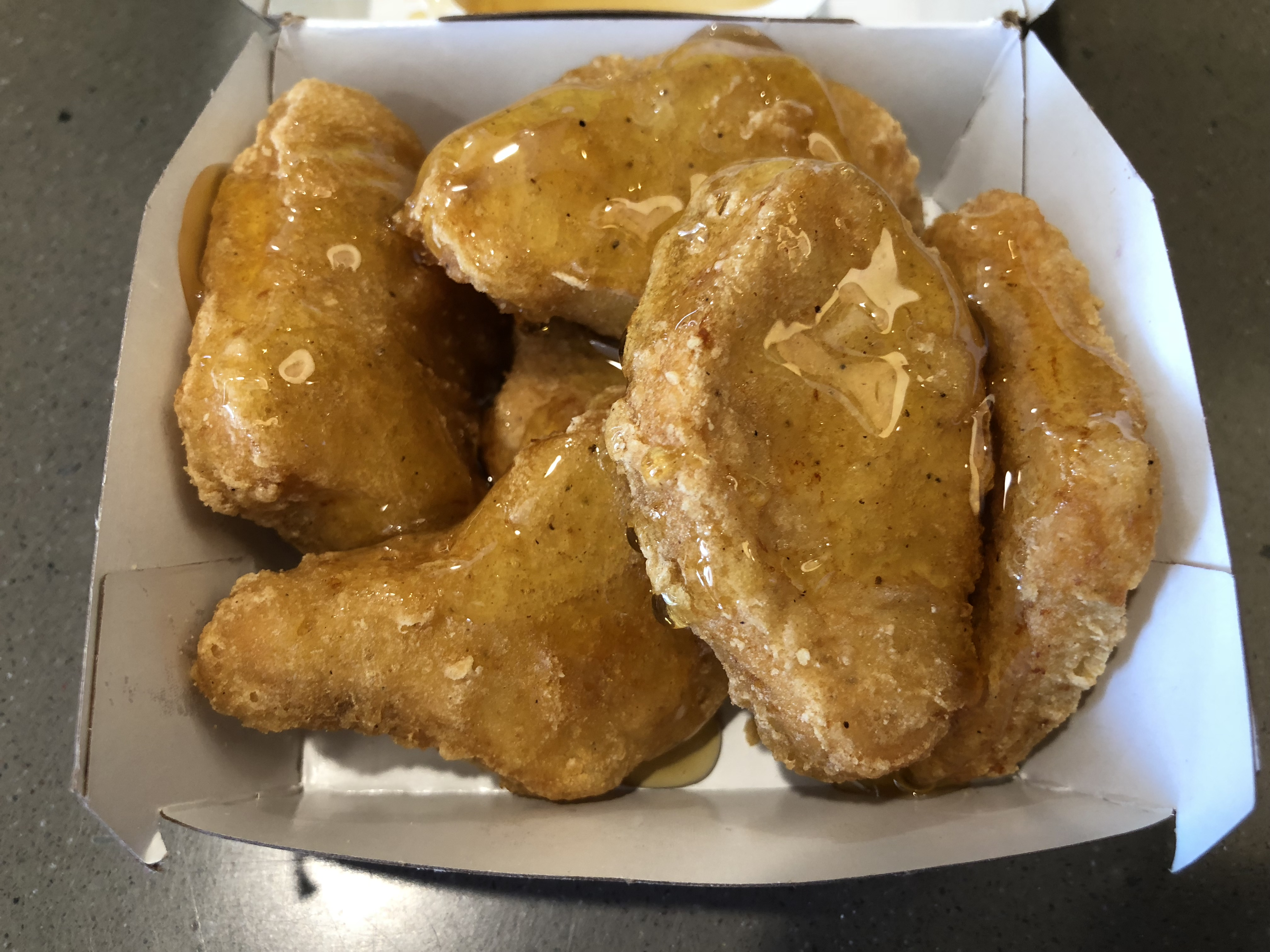
Mit Honig überzogene Chicken Nuggets in einem Restaurant

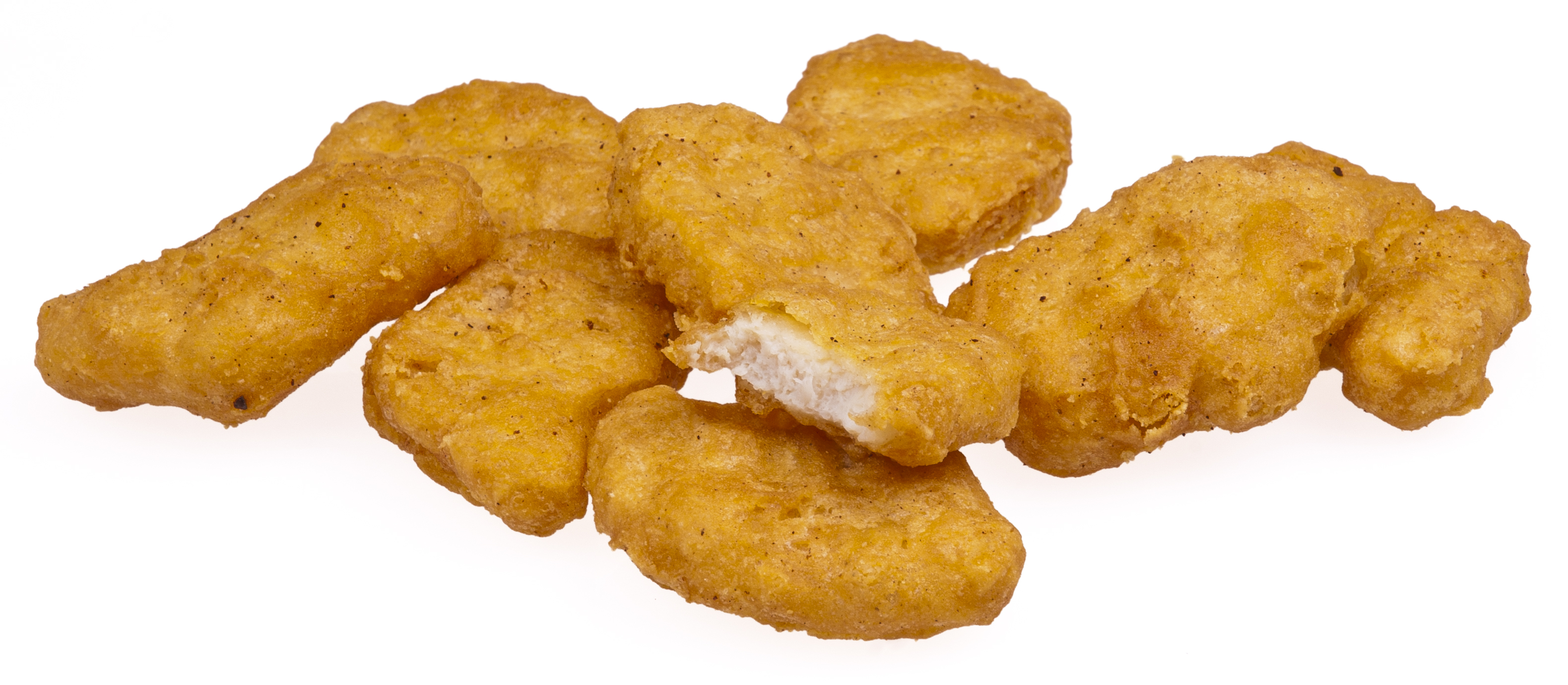
Chicken-Nuggets

Chicken-Nuggets (zusammengesetzt aus dem englischen Wort für Hühnchen und Nugget) sind mundgerecht portionierte, panierte und frittierte Stücke aus Hähnchenfleisch, Hähnchenformfleisch oder Separatorenfleisch. Sie gehören zum Standardsortiment von US-amerikanischen Fastfood-Anbietern wie McDonald’s, Burger King oder Kentucky Fried Chicken, werden aber auch im Lebensmittelhandel als Tiefkühlkost oder Kühlkost angeboten.
Zur Herstellung von Chicken-Nuggets werden zunächst etwa daumengroße Stücke von Hähnchenbrust oder -formfleisch gewürzt und vorgegart, dann mit Paniermehl oder Cornflakes paniert, wofür 1950 von Robert C. Baker, einem Professor für Lebensmittelwissenschaft an der Cornell University in Ithaca, New York (USA), ein spezielles Verfahren entwickelt wurde. Anschließend werden sie (teils nach kurzem Frittieren) zumeist tiefgefroren. Zur Zubereitung werden die Nuggets frittiert, im Ofen gebacken oder in der Pfanne gebraten. Üblicherweise werden sie mit einer Sauce zum Eintunken, dem sogenannten Dip, serviert.